# Ramsesseus follioti
Ramsesseus follioti là một loài côn trùng cánh nửa trong họ Aleyrodidae, phân họ Aleyrodinae.
Ramsesseus follioti được Zahradnik miêu tả khoa học đầu tiên năm 1970.